# Brachicefalia
Il termine brachicefalia si riferisce, in biometria, alla condizione di quei soggetti umani caratterizzati da uno sviluppo del cranio in cui la larghezza prevale sulla lunghezza. La brachicefalia è diffusa presso le popolazioni asiatiche.
In campo medico brachicefalia si riferisce ad una malformazione del cranio caratterizzata da una diminuzione del diametro antero-posteriore.
In alcune culture viene provocata artificialmente con compressioni del cranio.
Il termine viene anche utilizzato in zoologia (ad esempio sulle razze di cani brachicefale).